# Sezone Formule 1
Sezone Formule 1 obuhvaćaju sezone FIA Formula 1 prvenstva, koje organizira Međunarodna automobilistička federacija, od 1950. do danas.

## Natjecanje i terminologija
Po službenim podacima Međunarodne automobilističke federacije, od 1950. do danas je odvezena 71. sezona Formule 1, a trenutno se vozi 2021., odnosno 72. sezona. No stvarna situacija kroz povijest natjecanja se odvijala nešto drugačije. Pravila Formule 1 ustanovljena su sredinom 1946., a do 1949. nije bilo službenog prvenstva. Godine 1950. organizirano je prvo prvenstvo vozača, no ono se službeno zvalo Svjetsko automobilističko prvenstvo, a taj je naziv ostao do 1980. Sve sezone Svjetskog automobilističkog prvenstva su se vozile po pravilima Formule 1, osim 1952. i 1953., koje su se zbog nedostataka momčadi na gridu vozile pod pravilima Formule 2. Tako sezone 1952. i 1953. u kalendaru sezona Formule 1 zapravo ne postoje, iako ih Međunarodna automobilistička federacija ubraja u onu 71. sezonu Formule 1, koje su se odvezle od 1950. do danas. Tek 1981. naziv Formula 1 je ušao u ime natjecanja, kada se natjecanje zvalo Svjetsko prvenstvo Formule 1 i koje taj naziv nosi i danas.

## Sezone
| Sezona | Utrke | Datum                        | Države | Kontinenti | Prva Velika nagrada | Posljednja Velika nagrada | Vozači | Šasije | Motori |
| ------ | ----- | ---------------------------- | ------ | ---------- | ------------------- | ------------------------- | ------ | ------ | ------ |
| 1950.  | 7     | 13. svibnja − 3. rujna       | 7      | 2          | VN Velike Britanije | VN Italije                |        |        |        |
| 1951.  | 8     | 27. svibnja − 28. listopada  | 8      | 2          | VN Švicarske        | VN Španjolske             |        |        |        |
| 1952.  | 8     | 18. svibnja − 7. rujna       | 8      | 2          | VN Švicarske        | VN Italije                |        |        |        |
| 1953.  | 9     | 18. siječnja − 13. rujna     | 9      | 3          | VN Argentine        | VN Italije                |        |        |        |
| 1954.  | 9     | 17. siječnja − 24. listopada | 9      | 3          | VN Argentine        | VN Španjolske             |        |        |        |
| 1955.  | 7     | 16. siječnja − 11. rujna     | 7      | 3          | VN Argentine        | VN Italije                |        |        |        |
| 1956.  | 8     | 22. siječnja − 2. rujna      | 8      | 3          | VN Argentine        | VN Italije                |        |        |        |
| 1957.  | 8     | 13. siječnja − 8. rujna      | 7      | 3          | VN Argentine        | VN Italije                |        |        |        |
| 1958.  | 11    | 19. siječnja − 19. listopada | 11     | 4          | VN Argentine        | VN Maroka                 |        |        |        |
| 1959.  | 9     | 10. svibnja − 12. prosinca   | 8      | 2          | VN Monaka           | VN SAD                    |        |        |        |
| 1960.  | 10    | 7. veljače − 20. studenog    | 9      | 3          | VN Argentine        | VN SAD                    |        |        |        |
| 1961.  | 8     | 14. svibnja − 8. listopada   | 8      | 2          | VN Monaka           | VN SAD                    |        |        |        |
| 1962.  | 9     | 20. svibnja − 29. prosinca   | 9      | 3          | VN Nizozemske       | VN Južne Afrike           |        |        |        |
| 1963.  | 10    | 26. svibnja − 28. prosinca   | 10     | 3          | VN Monaka           | VN Južne Afrike           |        |        |        |
| 1964.  | 10    | 10. svibnja − 25. listopada  | 10     | 2          | VN Monaka           | VN Meksika                |        |        |        |
| 1965.  | 10    | 1. siječnja − 24. listopada  | 10     | 3          | VN Južne Afrike     | VN Meksika                |        |        |        |
| 1966.  | 9     | 22. svibnja − 23. listopada  | 9      | 2          | VN Monaka           | VN Meksika                |        |        |        |
| 1967.  | 11    | 2. siječnja − 22. listopada  | 11     | 3          | VN Južne Afrike     | VN Meksika                |        |        |        |
| 1968.  | 12    | 1. siječnja − 3. studenog    | 12     | 3          | VN Južne Afrike     | VN Meksika                |        |        |        |
| 1969.  | 11    | 1. ožujka − 19. listopada    | 11     | 3          | VN Južne Afrike     | VN Meksika                |        |        |        |
| 1970.  | 13    | 7. ožujka − 25. listopada    | 13     | 3          | VN Južne Afrike     | VN Meksika                |        |        |        |
| 1971.  | 11    | 6. ožujka − 3. listopada     | 11     | 3          | VN Južne Afrike     | VN SAD                    |        |        |        |
| 1972.  | 12    | 23. siječnja − 8. listopada  | 12     | 4          | VN Argentine        | VN SAD                    |        |        |        |
| 1973.  | 15    | 28. siječnja − 7. listopada  | 15     | 4          | VN Argentine        | VN SAD                    |        |        |        |
| 1974.  | 15    | 13. siječnja − 6. listopada  | 15     | 4          | VN Argentine        | VN SAD                    |        |        |        |
| 1975.  | 14    | 12. siječnja − 5. listopada  | 14     | 4          | VN Argentine        | VN SAD                    |        |        |        |
| 1976.  | 16    | 25. siječnja − 24. listopada | 15     | 5          | VN Brazila          | VN Japana                 |        |        |        |
| 1977.  | 17    | 9. siječnja − 23. listopada  | 16     | 5          | VN Argentine        | VN Japana                 |        |        |        |
| 1978.  | 16    | 15. siječnja − 8. listopada  | 15     | 4          | VN Argentine        | VN Kanade                 |        |        |        |
| 1979.  | 15    | 21. siječnja − 7. listopada  | 14     | 4          | VN Argentine        | VN SAD Istok              |        |        |        |
| 1980.  | 14    | 13. siječnja − 5. listopada  | 13     | 4          | VN Argentine        | VN SAD Istok              |        |        |        |
| 1981.  | 15    | 15. ožujka − 17. listopada   | 13     | 3          | VN SAD Zapad        | VN Las Vegasa             |        |        |        |
| 1982.  | 16    | 23. siječnja − 25. rujna     | 11     | 4          | VN Južne Afrike     | VN Las Vegasa             |        |        |        |
| 1983.  | 15    | 13. ožujka − 15. listopada   | 13     | 4          | VN Brazila          | VN Južne Afrike           |        |        |        |
| 1984.  | 16    | 25. ožujka − 21. listopada   | 14     | 4          | VN Brazila          | VN Portugala              |        |        |        |
| 1985.  | 16    | 7. travnja − 3. studenog     | 14     | 5          | VN Brazila          | VN Australije             |        |        |        |
| 1986.  | 16    | 23. ožujka − 26. listopada   | 15     | 4          | VN Brazila          | VN Australije             |        |        |        |
| 1987.  | 16    | 12. travnja − 15. studenog   | 15     | 5          | VN Brazila          | VN Australije             |        |        |        |
| 1988.  | 16    | 3. travnja − 13. studenog    | 15     | 5          | VN Brazila          | VN Australije             |        |        |        |
| 1989.  | 16    | 26. ožujka − 5. studenog     | 15     | 5          | VN Brazila          | VN Australije             |        |        |        |
| 1990.  | 16    | 11. ožujka − 4. studenog     | 15     | 5          | VN SAD              | VN Australije             |        |        |        |
| 1991.  | 16    | 10. ožujka − 3. studenog     | 15     | 5          | VN SAD              | VN Australije             |        |        |        |
| 1992.  | 16    | 1. ožujka − 8. studenog      | 15     | 6          | VN Južne Afrike     | VN Australije             |        |        |        |
| 1993.  | 16    | 14. ožujka − 7. studenog     | 14     | 6          | VN Južne Afrike     | VN Australije             |        |        |        |
| 1994.  | 16    | 27. ožujka − 13. studenog    | 13     | 5          | VN Brazila          | VN Australije             |        |        |        |
| 1995.  | 17    | 26. ožujka − 12. studenog    | 14     | 5          | VN Brazila          | VN Australije             |        |        |        |
| 1996.  | 16    | 10. ožujka − 13. listopada   | 14     | 5          | VN Australije       | VN Japana                 |        |        |        |
| 1997.  | 17    | 9. ožujka − 26. listopada    | 14     | 5          | VN Australije       | VN Europe                 |        |        |        |
| 1998.  | 16    | 8. ožujka − 1. studenog      | 14     | 5          | VN Australije       | VN Japana                 |        |        |        |
| 1999.  | 16    | 7. ožujka − 31. listopada    | 14     | 5          | VN Australije       | VN Japana                 |        |        |        |
| 2000.  | 17    | 12. ožujka − 22. listopada   | 15     | 5          | VN Australije       | VN Malezije               |        |        |        |
| 2001.  | 17    | 4. ožujka − 14. listopada    | 15     | 5          | VN Australije       | VN Japana                 |        |        |        |
| 2002.  | 17    | 3. ožujka − 13. listopada    | 15     | 5          | VN Australije       | VN Japana                 |        |        |        |
| 2003.  | 16    | 9. ožujka − 12. listopada    | 15     | 5          | VN Australije       | VN Japana                 |        |        |        |
| 2004.  | 18    | 7. ožujka − 24. listopada    | 16     | 5          | VN Australije       | VN Brazila                |        |        |        |
| 2005.  | 19    | 6. ožujka − 16. listopada    | 17     | 5          | VN Australije       | VN Kine                   |        |        |        |
| 2006.  | 18    | 12. ožujka − 22. listopada   | 16     | 5          | VN Bahreina         | VN Brazila                |        |        |        |
| 2007.  | 17    | 18. ožujka − 21. listopada   | 17     | 5          | VN Australije       | VN Brazila                |        |        |        |
| 2008.  | 18    | 16. ožujka − 2. studenog     | 17     | 5          | VN Australije       | VN Brazila                |        |        |        |
| 2009.  | 17    | 27. ožujka − 1. studenog     | 16     | 4          | VN Australije       | VN Abu Dhabija            |        |        |        |
| 2010.  | 19    | 14. ožujka − 14. studenog    | 17     | 5          | VN Bahreina         | VN Abu Dhabija            |        |        |        |
| 2011.  | 19    | 27. ožujka − 27. studenog    | 18     | 5          | VN Australije       | VN Brazila                |        |        |        |
| 2012.  | 20    | 18. ožujka − 25. studenog    | 19     | 5          | VN Australije       | VN Brazila                |        |        |        |
| 2013.  | 19    | 17. ožujka − 24. studenog    | 19     | 5          | VN Australije       | VN Brazila                |        |        |        |

## Poredak

### Vozači
| Sezona | Poredak | Poredak                                | Poredak | Poredak                                | Poredak | Poredak                                  | Poredak | Poredak                                | Poredak | Poredak                                |
| ------ | ------- | -------------------------------------- | ------- | -------------------------------------- | ------- | ---------------------------------------- | ------- | -------------------------------------- | ------- | -------------------------------------- |
| 1950.  | 1.      | Nino Farina Alfa Romeo                 | 2.      | Juan Manuel Fangio Alfa Romeo          | 3.      | Luigi Fagioli Alfa Romeo                 | 4.      | Louis Rosier Talbot Lago-Talbot        | 5.      | Alberto Ascari Ferrari                 |
| 1951.  | 1.      | Juan Manuel Fangio Alfa Romeo          | 2.      | Alberto Ascari Ferrari                 | 3.      | José Froilán González Ferrari            | 4.      | Nino Farina Alfa Romeo                 | 5.      | Luigi Villoresi Ferrari                |
| 1952.  | 1.      | Alberto Ascari Ferrari                 | 2.      | Nino Farina Ferrari                    | 3.      | Piero Taruffi Ferrari                    | 4.      | Rudi Fischer Ferrari                   | 5.      | Mike Hawthorn Cooper-Bristol           |
| 1953.  | 1.      | Alberto Ascari Ferrari                 | 2.      | Juan Manuel Fangio Maserati            | 3.      | Nino Farina Ferrari                      | 4.      | Mike Hawthorn Ferrari                  | 5.      | Luigi Villoresi Ferrari                |
| 1954.  | 1.      | Juan Manuel Fangio Maserati / Mercedes | 2.      | José Froilán González Ferrari          | 3.      | Mike Hawthorn Ferrari                    | 4.      | Maurice Trintignant Ferrari            | 5.      | Karl Kling Mercedes                    |
| 1955.  | 1.      | Juan Manuel Fangio Mercedes            | 2.      | Stirling Moss Mercedes                 | 3.      | Eugenio Castellotti Lancia / Ferrari     | 4.      | Maurice Trintignant Ferrari            | 5.      | Nino Farina Ferrari                    |
| 1956.  | 1.      | Juan Manuel Fangio Ferrari             | 2.      | Stirling Moss Maserati                 | 3.      | Peter Collins Ferrari                    | 4.      | Jean Behra Maserati                    | 5.      | Pat Flaherty Watson-Offenhauser        |
| 1957.  | 1.      | Juan Manuel Fangio Maserati            | 2.      | Stirling Moss Vanwall                  | 3.      | Luigi Musso Ferrari                      | 4.      | Mike Hawthorn Ferrari                  | 5.      | Tony Brooks Vanwall                    |
| 1958.  | 1.      | Mike Hawthorn Ferrari                  | 2.      | Stirling Moss Vanwall / Cooper-Climax  | 3.      | Tony Brooks Vanwall                      | 4.      | Roy Salvadori Cooper-Climax            | 5.      | Peter Collins Ferrari                  |
| 1959.  | 1.      | Jack Brabham Cooper-Climax             | 2.      | Tony Brooks Ferrari                    | 3.      | Striling Moss Cooper-Climax              | 4.      | Phil Hill Ferrari                      | 5.      | Maurice Trintignant Cooper-Climax      |
| 1960.  | 1.      | Jack Brabham Cooper-Climax             | 2.      | Bruce McLaren Cooper-Climax            | 3.      | Striling Moss Cooper-Climax              | 4.      | Innes Ireland Lotus-Climax             | 5.      | Phil Hill Ferrari                      |
| 1961.  | 1.      | Phil Hill Ferrari                      | 2.      | Wolfgang von Trips Ferrari             | 3.      | Striling Moss Lotus-Climax               | 4.      | Dan Gurney Porsche                     | 5.      | Richie Ginther Ferrari                 |
| 1962.  | 1.      | Graham Hill BRM                        | 2.      | Jim Clark Lotus-Climax                 | 3.      | Bruce McLaren Cooper-Climax              | 4.      | John Surtees Lola-Climax               | 5.      | Dan Gurney Porsche                     |
| 1963.  | 1.      | Jim Clark Lotus-Climax                 | 2.      | Graham Hill BRM                        | 3.      | Richie Ginther BRM                       | 4.      | John Surtees Ferrari                   | 5.      | Dan Gurney Brabham-Climax              |
| 1964.  | 1.      | John Surtees Ferrari                   | 2.      | Graham Hill BRM                        | 3.      | Jim Clark Lotus-Climax                   | 4.      | Lorenzo Bandini Ferrari                | 5.      | Richie Ginther BRM                     |
| 1965.  | 1.      | Jim Clark Lotus-Climax                 | 2.      | Graham Hill BRM                        | 3.      | Jackie Stewart BRM                       | 4.      | Dan Gurney Brabham-Climax              | 5.      | John Surtees Ferrari                   |
| 1966.  | 1.      | Jack Brabham Brabham-Repco             | 2.      | John Surtees Ferrari / Cooper-Maserati | 3.      | Jochen Rindt Cooper-Maserati             | 4.      | Denny Hulme Brabham-Repco              | 5.      | Graham Hill BRM                        |
| 1967.  | 1.      | Denny Hulme Brabham-Repco              | 2.      | Jack Brabham Brabham-Repco             | 3.      | Jim Clark Lotus-Ford                     | 4.      | John Surtees Honda                     | 5.      | Chris Amon Ferrari                     |
| 1968.  | 1.      | Graham Hill Lotus-Ford                 | 2.      | Jackie Stewart Matra-Ford              | 3.      | Denny Hulme McLaren-Ford                 | 4.      | Jacky Ickx Ferrari                     | 5.      | Bruce McLaren McLaren-Ford             |
| 1969.  | 1.      | Jackie Stewart Matra-Ford              | 2.      | Jacky Ickx Brabham-Ford                | 3.      | Bruce McLaren McLaren-Ford               | 4.      | Jochen Rindt Lotus-Ford                | 5.      | Jean-Pierre Beltoise Matra-Ford        |
| 1970.  | 1.      | Jochen Rindt Lotus-Ford                | 2.      | Jacky Ickx Ferrari                     | 3.      | Clay Regazzoni Ferrari                   | 4.      | Denny Hulme McLaren-Ford               | 5.      | Jackie Stewart March-Ford              |
| 1971.  | 1.      | Jackie Stewart Tyrrell-Ford            | 2.      | Ronnie Peterson March-Ford             | 3.      | François Cevert Tyrrell-Ford             | 4.      | Jacky Ickx Ferrari                     | 5.      | Jo Siffert BRM                         |
| 1972.  | 1.      | Emerson Fittipaldi Lotus-Ford          | 2.      | Jackie Stewart Tyrrell-Ford            | 3.      | Denny Hulme McLaren-Ford                 | 4.      | Jacky Ickx Ferrari                     | 5.      | Peter Revson McLaren-Ford              |
| 1973.  | 1.      | Jackie Stewart Tyrrell-Ford            | 2.      | Emerson Fittipaldi Lotus-Ford          | 3.      | Ronnie Peterson Lotus-Ford               | 4.      | François Cevert Tyrrell-Ford           | 5.      | Peter Revson McLaren-Ford              |
| 1974.  | 1.      | Emerson Fittipaldi McLaren-Ford        | 2.      | Clay Regazzoni Ferrari                 | 3.      | Jody Scheckter Tyrrell-Ford              | 4.      | Niki Lauda Ferrari                     | 5.      | Ronnie Peterson Lotus-Ford             |
| 1975.  | 1.      | Niki Lauda Ferrari                     | 2.      | Emerson Fittipaldi McLaren-Ford        | 3.      | Carlos Reutemann Brabham-Ford            | 4.      | James Hunt Hesketh-Ford                | 5.      | Clay Regazzoni Ferrari                 |
| 1976.  | 1.      | James Hunt McLaren-Ford                | 2.      | Niki Lauda Ferrari                     | 3.      | Jody Scheckter Tyrrell-Ford              | 4.      | Patrick Depailler Tyrrell-Ford         | 5.      | Clay Regazzoni Ferrari                 |
| 1977.  | 1.      | Niki Lauda Ferrari                     | 2.      | Jody Scheckter Wolf-Ford               | 3.      | Mario Andretti Lotus-Ford                | 4.      | Carlos Reutemann Ferrari               | 5.      | James Hunt McLaren-Ford                |
| 1978.  | 1.      | Mario Andretti Lotus-Ford              | 2.      | Ronnie Peterson Lotus-Ford             | 3.      | Carlos Reutemann Ferrari                 | 4.      | Niki Lauda Brabham-Ford                | 5.      | Patrick Depailler Tyrrell-Ford         |
| 1979.  | 1.      | Jody Scheckter Ferrari                 | 2.      | Gilles Villeneuve Ferrari              | 3.      | Alan Jones Williams-Ford                 | 4.      | Jacques Laffite Ligier-Ford            | 5.      | Clay Regazzoni Williams-Ford           |
| 1980.  | 1.      | Alan Jones Williams-Ford               | 2.      | Nelson Piquet Brabham-Ford             | 3.      | Carlos Reutemann Williams-Ford           | 4.      | Jacques Laffite Ligier-Ford            | 5.      | Didier Pironi Ligier-Ford              |
| 1981.  | 1.      | Nelson Piquet Brabham-Ford             | 2.      | Carlos Reutemann Williams-Ford         | 3.      | Alan Jones Williams-Ford                 | 4.      | Jacques Laffite Ligier-Matra           | 5.      | Alain Prost Renault                    |
| 1982.  | 1.      | Keke Rosberg Williams-Ford             | 2.      | Didier Pironi Ferrari                  | 3.      | John Watson McLaren-Ford                 | 4.      | Alain Prost Renault                    | 5.      | Niki Lauda McLaren-Ford                |
| 1983.  | 1.      | Nelson Piquet Brabham-BMW              | 2.      | Alain Prost Renault                    | 3.      | René Arnoux Ferrari                      | 4.      | Patrick Tambay Ferrari                 | 5.      | Keke Rosberg Williams-Ford             |
| 1984.  | 1.      | Niki Lauda McLaren-TAG                 | 2.      | Alain Prost McLaren-TAG                | 3.      | Elio de Angelis Lotus-Renault            | 4.      | Michele Alboreto Ferrari               | 5.      | Nelson Piquet Brabham-BMW              |
| 1985.  | 1.      | Alain Prost McLaren-TAG                | 2.      | Michele Alboreto Ferrari               | 3.      | Keke Rosberg Williams-Honda              | 4.      | Ayrton Senna Lotus-Renault             | 5.      | Elio de Angelis Lotus-Renault          |
| 1986.  | 1.      | Alain Prost McLaren-TAG                | 2.      | Nigel Mansell Williams-Honda           | 3.      | Nelson Piquet Williams-Honda             | 4.      | Ayrton Senna Lotus-Renault             | 5.      | Stefan Johansson Ferrari               |
| 1987.  | 1.      | Nelson Piquet Williams-Honda           | 2.      | Nigel Mansell Williams-Honda           | 3.      | Ayrton Senna Lotus-Honda                 | 4.      | Alain Prost McLaren-TAG                | 5.      | Gerhard Berger Ferrari                 |
| 1988.  | 1.      | Ayrton Senna McLaren-Honda             | 2.      | Alain Prost McLaren-Honda              | 3.      | Gerhard Berger Ferrari                   | 4.      | Thierry Boutsen Benetton-Ford          | 5.      | Michele Alboreto Ferrari               |
| 1989.  | 1.      | Alain Prost McLaren-Honda              | 2.      | Ayrton Senna McLaren-Honda             | 3.      | Riccardo Patrese Williams-Renault        | 4.      | Nigel Mansell Ferrari                  | 5.      | Thierry Boutsen Williams-Renault       |
| 1990.  | 1.      | Ayrton Senna McLaren-Honda             | 2.      | Alain Prost Ferrari                    | 3.      | Nelson Piquet Benetton-Ford              | 4.      | Gerhard Berger McLaren-Honda           | 5.      | Nigel Mansell Ferrari                  |
| 1991.  | 1.      | Ayrton Senna McLaren-Honda             | 2.      | Nigel Mansell Williams-Renault         | 3.      | Riccardo Patrese Williams-Renault        | 4.      | Gerhard Berger McLaren-Honda           | 5.      | Alain Prost Ferrari                    |
| 1992.  | 1.      | Nigel Mansell Williams-Renault         | 2.      | Riccardo Patrese Williams-Renault      | 3.      | Michael Schumacher Benetton-Ford         | 4.      | Ayrton Senna McLaren-Honda             | 5.      | Gerhard Berger McLaren-Honda           |
| 1993.  | 1.      | Alain Prost Williams-Renault           | 2.      | Ayrton Senna McLaren-Ford              | 3.      | Damon Hill Williams-Renault              | 4.      | Michael Schumacher Benetton-Ford       | 5.      | Riccardo Patrese Benetton-Ford         |
| 1994.  | 1.      | Michael Schumacher Benetton-Ford       | 2.      | Damon Hill Williams-Renault            | 3.      | Gerhard Berger Ferrari                   | 4.      | Mika Häkkinen McLaren-Peugeot          | 5.      | Jean Alesi Ferrari                     |
| 1995.  | 1.      | Michael Schumacher Benetton-Renault    | 2.      | Damon Hill Williams-Renault            | 3.      | David Coulthard Williams-Renault         | 4.      | Johnny Herbert Benetton-Renault        | 5.      | Jean Alesi Ferrari                     |
| 1996.  | 1.      | Damon Hill Williams-Renault            | 2.      | Jacques Villeneuve Williams-Renault    | 3.      | Michael Schumacher Ferrari               | 4.      | Jean Alesi Benetton-Renault            | 5.      | Mika Häkkinen McLaren-Mercedes         |
| 1997.  | 1.      | Jacques Villeneuve Williams-Renault    | 2.      | Heinz-Harald Frentzen Williams-Renault | 3.      | David Coulthard McLaren-Mercedes         | 4.      | Jean Alesi Benetton-Renault            | 5.      | Gerhard Berger Benetton-Renault        |
| 1998.  | 1.      | Mika Häkkinen McLaren-Mercedes         | 2.      | Michael Schumacher Ferrari             | 3.      | David Coulthard McLaren-Mercedes         | 4.      | Eddie Irvine Ferrari                   | 5.      | Jacques Villeneuve Williams-Mecachrome |
| 1999.  | 1.      | Mika Häkkinen McLaren-Mercedes         | 2.      | Eddie Irvine Ferrari                   | 3.      | Heinz-Harald Frentzen Jordan-Mugen-Honda | 4.      | David Coulthard McLaren-Mercedes       | 5.      | Michael Schumacher Ferrari             |
| 2000.  | 1.      | Michael Schumacher Ferrari             | 2.      | Mika Häkkinen McLaren-Mercedes         | 3.      | David Coulthard McLaren-Mercedes         | 4.      | Rubens Barrichello Ferrari             | 5.      | Ralf Schumacher Williams-BMW           |
| 2001.  | 1.      | Michael Schumacher Ferrari             | 2.      | David Coulthard McLaren-Mercedes       | 3.      | Rubens Barrichello Ferrari               | 4.      | Ralf Schumacher Williams-BMW           | 5.      | Mika Häkkinen McLaren-Mercedes         |
| 2002.  | 1.      | Michael Schumacher Ferrari             | 2.      | Rubens Barrichello Ferrari             | 3.      | Juan Pablo Montoya Williams-BMW          | 4.      | Ralf Schumacher Williams-BMW           | 5.      | David Coulthard McLaren-Mercedes       |
| 2003.  | 1.      | Michael Schumacher Ferrari             | 2.      | Kimi Räikkönen McLaren-Mercedes        | 3.      | Juan Pablo Montoya Williams-BMW          | 4.      | Rubens Barrichello Ferrari             | 5.      | Ralf Schumacher Williams-BMW           |
| 2004.  | 1.      | Michael Schumacher Ferrari             | 2.      | Rubens Barrichello Ferrari             | 3.      | Jenson Button BAR-Honda                  | 4.      | Fernando Alonso Renault                | 5.      | Juan Pablo Montoya Williams-BMW        |
| 2005.  | 1.      | Fernando Alonso Renault                | 2.      | Kimi Räikkönen McLaren-Mercedes        | 3.      | Michael Schumacher Ferrari               | 4.      | Juan Pablo Montoya McLaren-Mercedes    | 5.      | Giancarlo Fisichella Renault           |
| 2006.  | 1.      | Fernando Alonso Renault                | 2.      | Michael Schumacher Ferrari             | 3.      | Felipe Massa Ferrari                     | 4.      | Giancarlo Fisichella Renault           | 5.      | Kimi Räikkönen McLaren-Mercedes        |
| 2007.  | 1.      | Kimi Räikkönen Ferrari                 | 2.      | Lewis Hamilton McLaren-Mercedes        | 3.      | Fernando Alonso McLaren-Mercedes         | 4.      | Felipe Massa Ferrari                   | 5.      | Nick Heidfeld BMW Sauber               |
| 2008.  | 1.      | Lewis Hamilton McLaren-Mercedes        | 2.      | Felipe Massa Ferrari                   | 3.      | Kimi Räikkönen Ferrari                   | 4.      | Robert Kubica BMW Sauber               | 5.      | Fernando Alonso Renault                |
| 2009.  | 1.      | Jenson Button Brawn-Mercedes           | 2.      | Sebastian Vettel Red Bull-Renault      | 3.      | Rubens Barrichello Brawn-Mercedes        | 4.      | Mark Webber Red Bull-Renault           | 5.      | Lewis Hamilton McLaren-Mercedes        |
| 2010.  | 1.      | Sebastian Vettel Red Bull-Renault      | 2.      | Fernando Alonso Ferrari                | 3.      | Mark Webber Red Bull-Renault             | 4.      | Lewis Hamilton McLaren-Mercedes        | 5.      | Jenson Button McLaren-Mercedes         |
| 2011.  | 1.      | Sebastian Vettel Red Bull-Renault      | 2.      | Jenson Button McLaren-Mercedes         | 3.      | Mark Webber Red Bull-Renault             | 4.      | Fernando Alonso Ferrari                | 5.      | Lewis Hamilton McLaren-Mercedes        |
| 2012.  | 1.      | Sebastian Vettel Red Bull-Renault      | 2.      | Fernando Alonso Ferrari                | 3.      | Kimi Räikkönen Lotus-Renault             | 4.      | Lewis Hamilton McLaren-Mercedes        | 5.      | Jenson Button McLaren-Mercedes         |
| 2013.  | 1.      | Sebastian Vettel Red Bull-Renault      | 2.      | Fernando Alonso Ferrari                | 3.      | Mark Webber Red Bull-Renault             | 4.      | Lewis Hamilton Mercedes                | 5.      | Kimi Räikkönen Lotus-Renault           |
| 2014.  | 1.      | Lewis Hamilton Mercedes                | 2.      | Nico Rosberg Mercedes                  | 3.      | Daniel Ricciardo Red Bull-Renault        | 4.      | Valtteri Bottas Williams-Mercedes      | 5.      | Sebastian Vettel Red Bull-Renault      |
| 2015.  | 1.      | Lewis Hamilton Mercedes                | 2.      | Nico Rosberg Mercedes                  | 3.      | Sebastian Vettel Ferrari                 | 4.      | Kimi Räikkönen Ferrari                 | 5.      | Valtteri Bottas Williams-Mercedes      |
| 2016.  | 1.      | Nico Rosberg Mercedes                  | 2.      | Lewis Hamilton Mercedes                | 3.      | Daniel Ricciardo Red Bull-TAG Heuer      | 4.      | Sebastian Vettel Ferrari               | 5.      | Max Verstappen Red Bull-TAG Heuer      |
| 2017.  | 1.      | Lewis Hamilton Mercedes                | 2.      | Sebastian Vettel Ferrari               | 3.      | Valtteri Bottas Mercedes                 | 4.      | Kimi Räikkönen Ferrari                 | 5.      | Daniel Ricciardo Red Bull-TAG Heuer    |
| 2018.  | 1.      | Lewis Hamilton Mercedes                | 2.      | Sebastian Vettel Ferrari               | 3.      | Kimi Räikkönen Ferrari                   | 4.      | Max Verstappen Red Bull-TAG Heuer      | 5.      | Valtteri Bottas Mercedes               |
| 2019.  | 1.      | Lewis Hamilton Mercedes                | 2.      | Valtteri Bottas Mercedes               | 3.      | Max Verstappen Red Bull-Honda            | 4.      | Charles Leclerc Ferrari                | 5.      | Sebastian Vettel Ferrari               |
| 2020.  | 1.      | Lewis Hamilton Mercedes                | 2.      | Valtteri Bottas Mercedes               | 3.      | Max Verstappen Red Bull-Honda            | 4.      | Sergio Pérez Racing Point-BWT Mercedes | 5.      | Daniel Ricciardo Renault               |
| 2021.  | 1.      | Max Verstappen Red Bull-Honda          | 2.      | Lewis Hamilton Mercedes                | 3.      | Valtteri Bottas Mercedes                 | 4.      | Sergio Pérez Red Bull-Honda            | 5.      | Carlos Sainz Ferrari                   |

### Konstruktori
| 1958. | 1. | Vanwall                                      | 2. | Ferrari                                 |
| 1958. | 1. | Stirling Moss Tony Brooks Stuart Lewis-Evans | 2. | Mike Hawthorn Peter Collins Luigi Musso |

## Vanjske poveznice
- F1 seasons - Stats F1